# بطولة تونس للكرة الطائرة للرجال 1996-1997
بطولة تونس للكرة الطائرة للرجال 1996-1997 هو الموسم رقم 42 من بطولة تونس للكرة الطائرة للرجال.

فاز بهذا الموسم الترجي الرياضي التونسي.

## روابط خارجية
- الموقع الرسمي للجامعة التونسية للكرة الطائرة.